# Theo Albrecht
Theodor Paul Albrecht (Essen, 28 maart 1922 – aldaar, 24 juli 2010) was een Duitse ondernemer. Samen met zijn broer Karl Albrecht richtte hij de supermarktketen Aldi (Albrecht-Discount) op. Theo Albrecht was eigenaar van Aldi-Nord en Trader Joe's.

## Leven
Hoewel Theo en Karl Albrecht opgroeiden onder het juk van het opkomende nationaalsocialisme in Duitsland, kenden beide broers een normale jeugd. Vader Albrecht  was bakker, moest dit beroep om gezondheidsredenen opgeven, en werkte later als verkoper in een bakkerij; moeder had een klein levensmiddelenwinkeltje in de Essense arbeiderswijk Schonnebeck. Na de afloop van de Tweede Wereldoorlog namen de Albrecht-broers in 1946 de ouderlijke kruidenierswinkel over. De eerste Aldimarkt opende in 1961 haar deuren.

## De ontvoering
Op 29 november 1971 werd Theo Albrecht slachtoffer van een ontvoering. Pas na betaling van zeven miljoen Duitse mark losgeld door bisschop Franz Hengsbach kwam er een einde aan de zeventiendaagse gijzeling. De ontvoerders werden spoedig opgespoord en in 1973 door een regionale rechtbank veroordeeld tot een celstraf van 8,5 jaar.
Sindsdien leefden de beide broers een teruggetrokken bestaan en is er weinig bekend over hen. Zo dateert de laatst gepubliceerde foto van Theo Albrecht uit 1971. Zijn hobby's waren golfspelen en het verzamelen van schrijfmachines. Albrecht overleed op 88-jarige leeftijd.
Volgens het Amerikaanse zakentijdschrift Forbes behoorde Theo Albrecht, met een geschat vermogen van 15,2 miljard dollar (2006), tot de 25 rijkste mensen op aarde. De Albrechts hebben hun fortuin ondergebracht in de Markus-Stichting en de Siepmann-Stichting.